# 小指の想い出
「小指の想い出」（こゆびのおもいで）は、1967年2月10日に発売された伊東ゆかりのシングル。

## 解説
- 本楽曲の大ヒットで伊東ゆかりは1967年末「第9回日本レコード大賞」歌唱賞を受賞。また、同年大晦日の「第18回NHK紅白歌合戦」では本楽曲を歌唱した。

- 年内の売上は100万枚を突破した[1]。1968年11月時点での売上は公称150万枚[2]。

- 翌1968年にも続けてヒットした「恋のしずく」などと同様に伊東の代表曲であり、現在でも懐メロの特集番組で歌う機会が多い。

## 収録曲
- 全編曲：森岡賢一郎

1. 小指の想い出 [04:00]
作詞：有馬三恵子／作曲：鈴木淳
2. 夜霧にかくれて [03:19]
作詞：池英志／作曲：白石信

## カバー
- 桑田佳祐 - 2013年開催のAAAイベント『昭和八十八年度! 第二回ひとり紅白歌合戦』で歌唱。
- 石原詢子 - 2014年11月10日発売のCD-BOX『石原詢子 時代のうた』、2015年4月8日発売のアルバム『我がこころの愛唱歌II 〜人情と活気に溢れてたあの時代〜』収録。
- 宇野美香子 - 2015年3月15日発売のアルバム『宇野美香子 〜昭和ポップスを歌う』収録。
- 掛川エミ - 2021年4月28日発売のアルバム『Home Humming』収録。